# Palais Savoie-Carignan (Vienne)

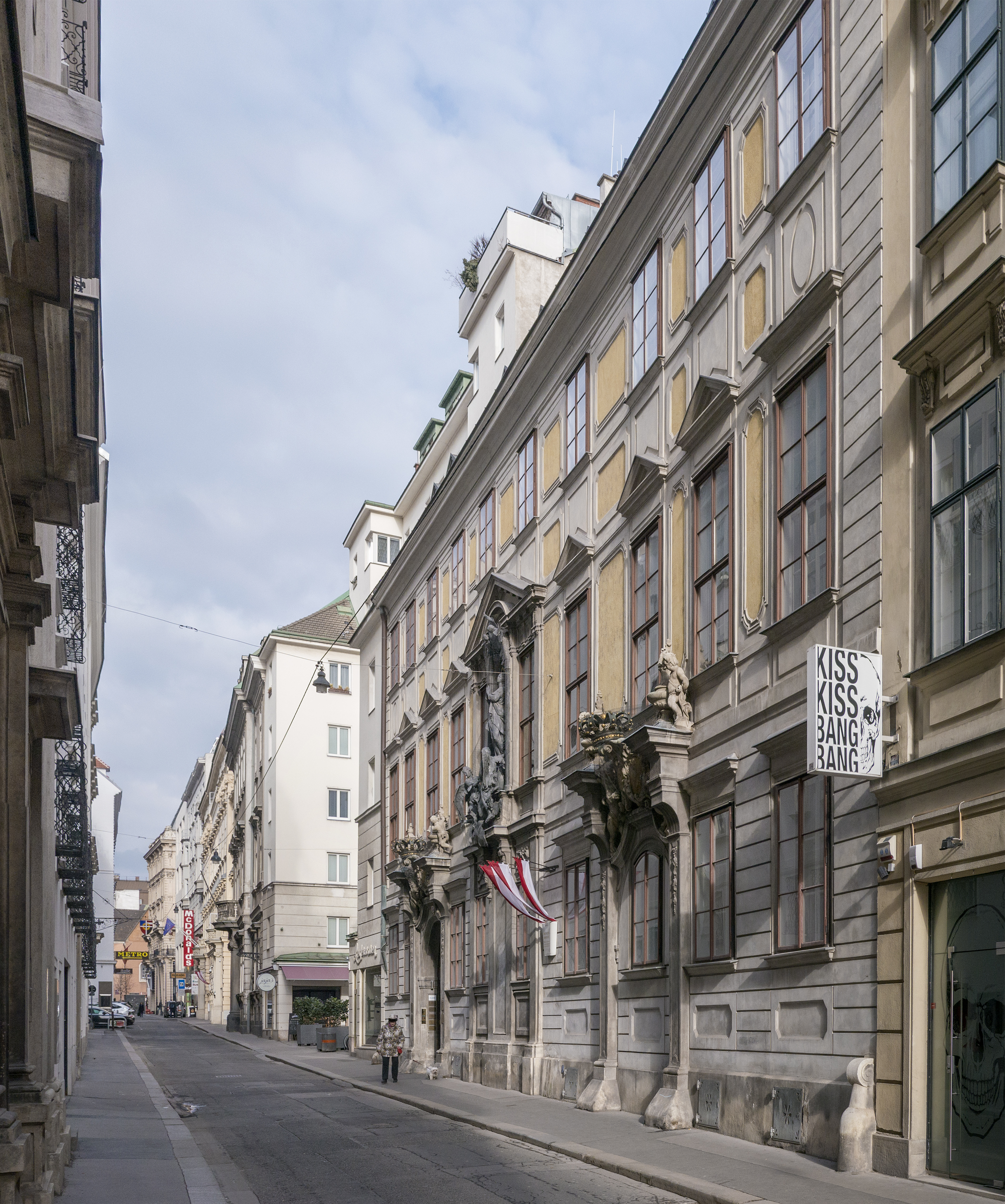
Palais Savoie-Carignan

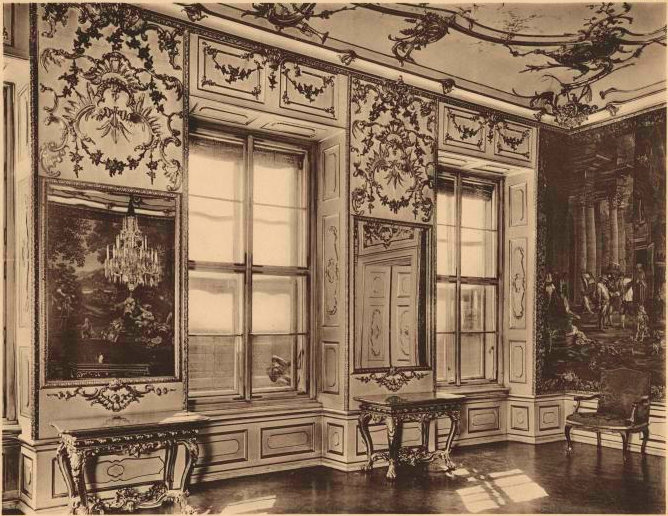
Vue intérieure de la salle d'installation (1913)

Le Palais de Savoie-Carignan ou Monastère des Dames de Savoie (en allemand, Savoyensches Damenstift) est un palais urbain situé dans l'Innere Stadt de Vienne.

## Histoire
Le palais a été construit en 1688 en fusionnant deux maisons plus anciennes. Au XVIIe siècle, elle appartenait au prince Emmanuel-Thomas de Savoie-Carignan, neveu du prince Eugène. Sa veuve
Marie-Thérèse de Liechtenstein en fit le siège d'une noble fondation de femmes laïques sous les soins du majorat du Liechtenstein. Ces conditions existent encore aujourd'hui, bien qu'il n'y ait plus de femmes nobles vivant dans le palais. La dernière régente était la comtesse Karoline Fünfkirchen (décédée le 8 juillet 1980).
Le monastère était la maison de retraite et en 1994 le lieu du décès de la ministre social-démocrate Hertha Firnberg.

## Description
L'aspect actuel du bâtiment de trois étages est déterminé par la rénovation réalisée par le constructeur Joseph Meissl en 1766. En 1783, le monastère a acquis la maison voisine du 17 Johannesgasse, d'autres adaptations ont été faites par Andreas Zach. En raison de la diversité des axes des fenêtres, on peut encore voir que le monastère a été créé à partir de deux bâtiments. Les marches de l'escalier principal dans le vestibule et l'escalier ramifié dans la cour étaient en pierre dure (Kaiserstein) de Kaisersteinbruch. La façade est caractérisée par une grande statue en plomb de l'Immaculée Conception réalisée par le sculpteur autrichien Franz Xaver Messerschmidt.
Dans la pittoresque cour intérieure, il y a la Witwe-von-Sarepta-Brunnen, une fontaine murale classique avec la figure de la veuve de Sarepta, créée par Johann Martin Fischer et Franz Xaver Messerschmidt.

## Littérature
- Nina Nemetschke: Lexique de l'art et de la culture viennoise. Ueberreuter, Vienne 1990,  (ISBN 3-8000-3345-3) .

## Liens web
- Palais Savoie-Carignan (monastère des femmes de Savoie). Dans: Planet Vienna.

## Source de la traduction
- (de) Cet article est partiellement ou en totalité issu de l’article de Wikipédia en allemand intitulé « Savoysches Damenstift » (voir la liste des auteurs).